# Peter Guggisberg
Peter Guggisberg (* 20. Januar 1985 in Zimmerwald) ist ein ehemaliger Schweizer Eishockeyspieler, der zuletzt beim HC Ambrì-Piotta aus der National League unter Vertrag stand.

## Karriere
Peter Guggisberg begann seine Karriere 2000 bei den Elite-A-Junioren der SCL Tigers. In der Eishockeysaison 2001/02 gab er während der Play-outs sein Debüt in der Nationalliga A (NLA) für die Tigers, die gegen den EHC Chur den Abstieg in die Nationalliga B vermeiden konnten. In der Saison 2002/03 absolvierte er zwar noch 15 Spiele für die Juniorenmannschaft der Langnauer, stand aber den grössten Teil der Saison im NLA-Kader. Am 11. Oktober 2002 schoss Guggisberg sein erstes NLA-Tor im Spiel gegen den HC Fribourg-Gottéron.
Vor der Saison 2003/04 wechselte er innerhalb der NLA zum HC Davos, obwohl er noch einen Lehrvertrag in Langnau hatte. Daher musste der HCD 300.000 Schweizer Franken an die SCL Tigers überweisen. In seiner ersten Saison beim HCD erzielte Guggisberg in 39 Spielen elf Tore und acht Assists. Beim NHL Entry Draft 2004 wurde er von den Washington Capitals in der sechsten Runde als 166. ausgewählt.
In den folgenden Jahren entwickelte sich Guggisberg zu einem offensiv starken Stürmer, der sich vor allem durch seine Schnelligkeit und seinen Drang zum Tor auszeichnet. Im April 2006 wurde er jedoch wegen eines Verstosses gegen das Betäubungsmittelgesetz zu fünf Tagen Gefängnis und einer Geldbusse von 3.500 Franken verurteilt. Als er im Dezember 2006 mit 1,8 Promille Blutalkohol festgenommen wurde, suspendierte der HC Davos ihn bis zum Jahresende 2006, so dass er nicht am Spengler Cup teilnehmen konnte. Im Mai 2007 verhängte ein Gericht eine Strafe von 90 Tagessätzen zu 340 Franken (total 30.600 Franken) gegen ihn, die er mit gemeinnütziger Arbeit im Spital Davos abglich. Trotz dieser Vorkommnisse wurde sein Vertrag beim HCD um zwei Jahre verlängert.
Mit dem HC Davos gewann Guggisberg 2004 den Spengler Cup und in den Jahren 2005, 2007, 2009 und 2011 die Schweizer Meisterschaft. Im Januar 2014 entschloss er sich zu einem Vereinswechsel und unterschrieb einen Dreijahresvertrag bei den Kloten Flyers. Er verließ Kloten aber bereits im Sommer 2016 und ging zum HC Ambrì-Piotta. Dort konnte er nicht an seine vorherigen Leistungen anknüpfen, musste 2017 am Knie operiert werden und war anschließend oft überzählig. Im Sommer 2018 lief sein Vertrag beim HCAP aus.

### International
Sein erstes Spiel für die Schweiz absolvierte Peter Guggisberg an der U18-Weltmeisterschaft 2003. Im darauffolgenden Jahr gehörte an der U20-Weltmeisterschaft 2004 zum Kader der Schweizer U20-Nationalmannschaft. Mit der Schweizer Herren-Auswahl nahm er an der Weltmeisterschaft 2008 in der Top-Division teil.

## Erfolge und Auszeichnungen
- 2004 Spengler-Cup-Gewinn mit dem HC Davos
- 2005 Schweizer Meister mit dem HC Davos
- 2007 Schweizer Meister mit dem HC Davos
- 2009 Schweizer Meister mit dem HC Davos
- 2011 Schweizer Meister mit dem HC Davos

## Karrierestatistik

### International
Vertrat Schweiz bei:
| - U18-Junioren-Weltmeisterschaft 2003 - U20-Junioren-Weltmeisterschaft 2004 - Weltmeisterschaft 2008 |

(Legende zur Spielerstatistik: Sp oder GP = absolvierte Spiele; T oder G = erzielte Tore; V oder A = erzielte Assists; Pkt oder Pts = erzielte Scorerpunkte; SM oder PIM = erhaltene Strafminuten; +/− = Plus/Minus-Bilanz; PP = erzielte Überzahltore; SH = erzielte Unterzahltore; GW = erzielte Siegtore; 1 Play-downs/Relegation; Kursiv: Statistik nicht vollständig)